# Santuario della Beata Vergine dei Campi
Il santuario di Nostra Signora della Preghiera, conosciuto anche come Madonna dei Campi, è un luogo di culto cattolico nella Parrocchia e comune di Stezzano, in provincia e diocesi di Bergamo; fa parte della CET 13 Stezzano-Verdello, ed è dedicato alla Madonna.

## Storia
Una piccola edicola dedicata alla Madonna è presente già nell'Undicesimo secolo sul territorio di Stezzano in una località piuttosto defilata dall'urbano, nei campi attorno al paese. La cappella ospitava l'immagine della Vergine ed era luogo di preghiera per i contadini che vi passavano in prossimità. Durante una di queste visite, l'immagine della Madonna col Bambino in braccio apparve a una contadina, in un luogo attiguo all'affresco. Questa è considerata la prima apparizione mariana. La cappella dopo questo evento fu ampliata. Nei primi anni del Cinquecento vi fu la realizzazione del grande dipinto di Andrea Previtali Adorazione dei Magi datato 1518. Seguì un periodo di abbandono del luogo, conseguenza forse delle nuove idee protestanti che sul territorio di Bergamo e della bergamasca segnarono non poco la vita della popolazione.
Nel secolo successivo si narra che nel mese di maggio del 1586 dal luogo dell'affresco iniziò a sgorgare acqua che risultava essere prodigiosa per quanti la bevevano con devozione e che sul luogo vi fosse nuovamente apparsa la Madonna il 12 luglio del medesimo anno a due bambine: Bartolomea Bucarelli di anni 10 e Dorotea Battistoni di anni 11 e per questo venne edificato il primo edificio di culto, che per la sua posizione viene chiamata Madonna dei Campi. Le due pastorelle, che stavano pasturando le loro mucche, volevano entrare nella chiesa ma essendo chiuse spiarono all'interno attraverso una finestra e ai loro occhi apparve una donna. Le bambine raccontarono che la donna indossava un abito scuro e un manto candido, reggeva un libro di preghiere e volgeva lo sguardo verso il cielo, sembrava in contemplazione e preghiera, per questo conosciuta anche come la «Madonna della Preghiera». La loro giovane età, e la loro impreparazione teologica, le fecero giudicare incapaci di raccontare fatti che non avessero effettivamente vissuto, e per questo l'evento fu ritenuto veritiero. L'allora vescovo di Bergamo Gerolamo Ragazzoni nel 1586 dichiarò che l'immagine della Madonna era miracolosa e che i fatti che seguirono questa apparizione erano soprannaturali.

La raccolta delle testimonianze degli eventi miracolosi che seguirono l'apparizione, fu relazionata dal frate Celestino da Bergamo, il quale raccoglierà solo quelle ritenute più importanti: “Tralascio per brevità, infiniti infermi di varie malattie, risanati come si può vedere dai molti voti appesi”, indicandone almeno 21. I fedeli che accorrevano portarono alla necessità di nominare due cappellani dedicati alle funzioni e un sagrista che curasse la chiesa, nonché da parte del papa Clemente VIII la nomina di due amministratori delle offerte che confluirono numerose. La chiesa fu quindi ampliata, ornata di nuovi decori e dalla visita pastorale del 1666 del vescovo Daniele Giustiniani risulta che: 
(Archivio diocesano di Bergamo-relazione della visita pastorale del vescovo Daniele Giustiniani)
Nel Cinquecento l'immagine della Madonna col Bambino che era presente su di un pilastro della chiesa era oggetto devozionale. Dopo un ulteriore periodo di abbandono, il santuario tornò a essere luogo di devozione e nuovamente oggetto d'importanti interventi tra il 1882 e il 1892 quando furono aggiunte le due navate laterali, e modificato l'orientamento originale su progetto dell'architetto Enrico Galbiati. L'antico presbiterio fu adibito a cappella dedicata alla Madonna con l'affresco originale ritenuto miracoloso. I portici esterni furono costruiti solo nel biennio 1937-1939. Nel contempo furono realizzati il grande piazzale e il porticato, sui terreni donati dalla famiglia dei conti Grumelli.
Nel 1868 fu realizzato il gruppo scultoreo raffigurante la Madonna con le due giovani da Luigi Carrara di Oltre il Colle, che fu poi incoronato il 5 luglio 1896 dal cardinale Andrea Ferrari. Il Novecento vide la realizzazione di ulteriori lavori con il rinnovo dell'abitazione del cappellano, e un collegio che ospitò nella seconda metà del XXI secolo l'orfanatrofio delle suore sacramentine di Bergamo. Il santuario è stato oggetto di numerosi servizi religiosi e festeggiamenti alle annuali date delle apparizioni mariane e dell'incoronazione della statua della Madonna.

## Descrizione

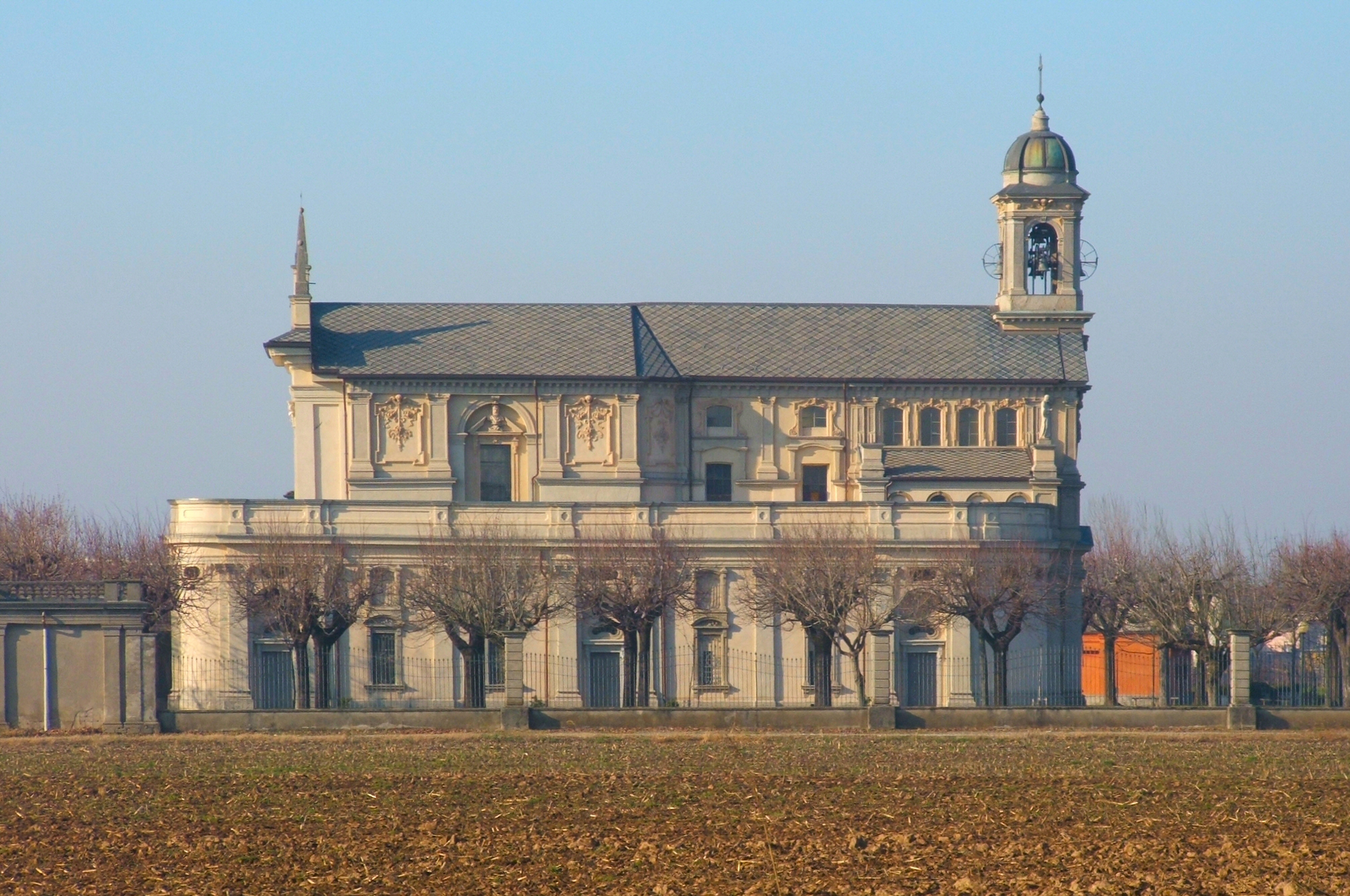
Fianco destro del santuario della Madonna dei Campi

### Esterno
La grande chiesa è inserita in uno spazio delimitato da un recinto ed è anticipata da un ampio sagrato erboso raggiungibile attraverso un viale alberato. La facciata a salienti anticipa la grande navata dell'aula e le cappelle laterali. Originariamente si presentava dal classico orientamento con abside a est e ingresso rivolto a ovest. Il porticato posto lateralmente ospita le stazioni della via crucis.
Il fronte principale si divide in più parti da lesene e la parte centrale, che ospita l'ingresso principale, è divisa in tre parti ed è avanzata rispetto a quelle laterali che si presentano curve.  La parte centrale ospita due statue poste nelle nicchie mentre sopra il portale è completo di paraste che reggono il cornicione con timpano triangolare spezzato. La facciata si sviluppa su due livelli. Quello inferiore termina con la cornice marcapiano molto aggettante. Segue, nell'ordine superiore il bassorilievo centrale con l'immagine della Vergine. Il terzo settore ospita centrale due statue corrispondenti a quelle inferiori, e corrispondente al portale una grande apertura a tutto sesto atta a illuminare l'aula interna. Termina la facciata il timpano che funge da torre campanaria con castello per le campane culminante con cupola in rame.
Sul fronte laterale all'ingresso principale, vi sono altri due ingressi di minor misura con arco a tutto sesto.

### Interno
L'interno ospita il gruppo scultoreo raffigurante l'apparizione mariana opera di Luigi Carrara, che venne incoronato il 5 settembre 1896 dal cardinale Andrea Carlo Ferrari.
La grande cupola ospita gli affreschi realizzati da Ponziano Loverini raffiguranti l'Incoronazione di Maria Santissima Regina dell'universo, quelli della volta da Luigi Galizzi, raffiguranti l'apparizione della Madonna alle due pastorelle, mentre gli stucchi furono realizzati da Giuseppe Zenoni. Di Antonio Moscheni sono le raffigurazioni dei patriarchi posti intorno alla cupola.
L'unica navata con volta a botte si divide da quattro lesene in tre campate. Le lesene sono complete di basamenti in marmo e capitelli in stucco d'ordine corinzio. La navata prosegue con la trabeazione decorata con stucchi e culminante con il cornicione praticabile. La controfacciata ospita le statue dei profeti. La prima campata ospita le cappelle laterali con le tele Gesù con la Maddalena, e Le donne al sepolcro. La cappella dedicata alla Vergine è presente nella seconda campata sul lato sinistro e ospita la tela Madonna col Bambino e stanti, in quella di destra Madonna in trono e santi. Gli ingressi laterali sono presenti nella terza campata dove sono presenti anche le tele: Gesù con i discepoli di Emmaus, e Cristo che consegna le chiavi a Pietro. La chiesa conserva anche affreschi opera di Giulio Quaglio il Giovane: Maria assunta in cielo e Presentazione al tempio. Francesco Polazzo ha raffigurato Matrimonio di Maria vergine e san Giuseppe.
Di Gian Paolo Cavagna è il dipinto dell'Annunciazione e l'Assunzione di Maria al cielo, mentre di Antonio Cifrondi sono le raffigurazioni dei santi Paolo, Giovanni evangelista, e il profeta Elia sul carro di fuoco. 
La sagrestia presenta decorazioni con affreschi di Giulio Quaglio il Giovane.
L'affresco di Andrea Previtali Adorazione dei Magi e dei santi realizzato nel 1518 è stato rimosso con la tecnica dello strappo e, con la ricostruzione della chiesa, posto nel deambulatorio.